# Ratko Čolić
Ratko Čolić (szerbül: Paткo Чoлић; Ub, 1918. március 17. – Belgrád, 1999. október 30.) szerb labdarúgóhátvéd, edző.
A jugoszláv válogatott tagjaként részt vett az 1950-es labdarúgó-világbajnokságon és az 1952. évi nyári olimpiai játékokon, utóbbin ezüstérmet szereztek.

## Pályafutása

### Klubcsapatokban
1945 előtt kezdett el játszani. A második világháború után az újonnan létrehozott belgrádi Partizan játékosa lett, ahol játékospályafutása végéig szerepelt. Ezalatt kétszer megnyerte a jugoszláv bajnoki címet és háromszor kupagyőztes lett.
1999. október 30-án halt meg 81 éves korában Belgrádban.

### A válogatottban
1949-ben debütált hivatalos mérkőzéseken a jugoszláv válogatottban. A 3 évig tartó pályafutása során 14 mérkőzést játszott nemzeti színekben.
A válogatott tagjaként részt vett a brazíliai 1950-es világbajnokságon, ahol nem lépett pályára, valamint az 1952-es olimpiai labdarúgótornán, ahol csapatával ezüstérmes lett.

## Sikerei, díjai
Partizan
- Jugoszlávia bajnoka (2): 1946–47, 1948–49
- Jugoszláv kupagyőztes (3): 1946–47, 1952, 1953–54

## Fordítás
- Ez a szócikk részben vagy egészben  a(z)   Чолич, Ратко című orosz Wikipédia-szócikk ezen változatának fordításán alapul.  Az eredeti cikk szerkesztőit annak laptörténete sorolja fel. Ez a jelzés csupán a megfogalmazás eredetét és a szerzői jogokat jelzi, nem szolgál a cikkben szereplő információk forrásmegjelöléseként.